# J.boy
『J.boy』 (ジェー・ボーイ)は、能條純一による日本の漫画。

## 登場人物
J.boy
主人公。台湾の刑務所に運び込まれる。
陳
台湾の刑務所の看守。
音丸
殺し屋。J.Boyの脱獄の手助けをする。
王紫文
青幇を影であやつる伝説の男。本名は風間仁。
王紫苑
紫文が愛した女性。左胸に薔薇の刺青がある。
小池
ヤクザ。
幸
J.Boyの産みの親。

## 単行本
- 能條純一 『J.boy』小学館 全3巻
  1. 2002年6月29日発行 ISBN 978-4-09-186491-8
  2. 2002年8月1日発行 ISBN 978-4-09-186492-5
  3. 2003年1月1日発行 ISBN 978-4-09-186493-2

- 能條純一 『J.boy second season』小学館 全3巻
  1. 2003年4月30日発行 ISBN 978-4-09-186494-9
  2. 2003年8月30日発行 ISBN 978-4-09-186495-6
  3. 2003年11月29日発行 ISBN 978-4-09-186496-3